# Lakandonowie
Lakandonowie – grupa etniczna zamieszkująca teren Puszczy Lakandońskiej wzdłuż rzeki Usumacinta na pograniczu Meksyku i Gwatemali. Uważani za najbardziej izolowaną i tradycyjną grupę Indian posługujących się językiem należącym do
majańskiej rodziny językowej. Przed drugą wojną światową prawie wymarli, obecnie ich populacja się odradza, obecnie wynosi 1000 osób.